# Olvasókör
Az olvasókör könyvek, sajtótermékek gyűjtésére és megosztására szerveződött társadalmi egylet, amelyben a tagok olvasmányaikat megbeszélhetik. Az olvasókör egyfajta társadalmi egyletként is funkcionál; rendezvényeket, ünnepségeket szerveznek a tagok lakókörnyezetüknek, községüknek vagy városrészüknek.

## A kezdetek Nyugat-Európában és Magyarországon
A 18. század derekától Nyugat-Európában, a despotikus középkori társadalmi rendszer korszerűtlenné válásával, illetve a megindult ipari forradalom hatására megért a helyzet a feudalizmus fölváltására. A tudományok térhódításával a felvilágosult polgárság mind nagyobb szerepet játszott a társadalom átalakításában. Hazánk művelt és forradalmi szellemű rétegeihez a francia felvilágosodás eszméi jutottak el leginkább, gyakran osztrák, német közvetítéssel.
A kávéházak és az olvasókörök előzményeinek tekinthető Lesekabinetek előfizettek a francia forradalmi lapokra. Az olvasókör a Lesekabinet tükörszava, de nem ugyanazt a fogalmat jelöli. Céljaik nagy része hasonló – a tagok kulturális felemelkedése –, de társadalmi alapjuk tekintetében eltérőek.
Ezek az „olvasókabinetek” már a 18. század végén alakulni kezdtek az országban, de tömeges létrejöttüket Széchenyi István kezdeményezte. A "legnagyobb magyar" külföldi útja során ismerkedett meg az angol egyesületek és klubok nagy társadalmi és művelődési jelentőségével. Felismerte, hogy a polgári Anglia magas fokú civilizáltsága és műveltsége nem az angol kormány vagy egyesek, hanem a közös célokért együtt fáradozó egyesületek munkásságának az eredménye. Ezért akarta a hazai szétdarabolt erőket is a közhaszon érdekében egyesíteni… Tulajdonképpen ezért alapított kaszinót barátjával, Károlyi Györggyel már az 1825–27-es országgyűlés idején Pozsonyban, s ezt az országgyűlés befejezése után Pestre helyezte át. A pesti kaszinó megalapítása után szinte azonnal megindult a kaszinók, társalkodóegyletek és olvasótársaságok szervezése. Már 1827-ben létrejött Pesten a Kereskedői Kaszinó. 1828-ban Kaposvárott olvasótársaság, 1829-ben Szegeden kaszinó, Désen olvasóegylet, 1830-ban Győrben kaszinó, Siklóson Baranyai Olvasó Intézet, 1831-ben Eszéken magyar olvasótársaság, 1832-ben Kecskeméten kaszinó, Marosvásárhelyen társalgóegylet, Nyíregyházán és Szepesbélán pedig olvasótársaság keletkezett.
A reformkor politikai eseményei és közéleti mozgalmai, vitái kedvezően hatottak e téren is. Ez nyilván Széchenyi műveinek és a körülöttük zajló vitatkozásoknak, valamint az 1832-ben kezdődő reformországgyűlésnek a hatására történhetett. 1833-ban már 29 kaszinó és olvasótársaság s néhány más egylet létezéséről számoltak be a kormányzatnak a titkos jelentések Erdély és Magyarország területén.

## Az olvasókörök működése általában
Az olvasókörök két fontos funkciót töltöttek be, az egyik a helyi művelődés segítése, a másik a szabadidős tevékenységek hasznos eltöltése volt.

### Helyi művelődés
Az olvasókörök gyűjtötték költőink, íróink köteteit, de a sekélyes népi adomákat, betyárlegendákat, rémdrámákat tartalmazó ponyvák is megtalálhatók voltak a kis könyvtárakban. Az állomány tartalmi összetétele rendkívül változatos volt, a politika és szépirodalom mellett többféle ismeretkör és tudományág (történettudomány, földrajztudomány, útleírás, filozófia, teológia) képviselve volt, de nem hiányozhattak a különféle hírlapok és folyóiratok sem.
Az olvasóköri tagok a folyóiratokat és egyéb sajtótermékeket többnyire helyben használhatták, a könyveket pedig kikölcsönözhették. Gyakorlatilag az olvasókörök a bennük tárolt dokumentumok szempontjából kis könyvtárakként funkcionáltak.
A kultuszminisztériumtól alkalmanként központi támogatást is kaptak, mely előbb feliratos könyvesládát jelentett, a későbbiekben pedig bibliotékát, azaz könyves szekrényt juttatott a minisztérium az olvasóköröknek.

### Szabadidős, társadalmi tevékenységek
Az olvasókör helyiségei „klubszobaként” is funkcionáltak: a férfiak tekézhettek, biliárdozhattak, a nők kézimunkázhattak. Ezen kívül lehetőség volt különböző kiállítások szervezésére, például az asszonyok által készített hímzésekből.
A téli időszakban a gazdák ezüst- és aranykalászos tanfolyamokra jártak, vagy a gazdálkodással kapcsolatos egyedi tudományos előadásokat hallgathattak. Ünnepeken verseltek, daloltak, különböző kulturális műsorokat szerveztek a tagok, ezen kívül rendeztek mulatságokat, bálokat, például aratóbált is.

## Az olvasókörök Hódmezővásárhelyen

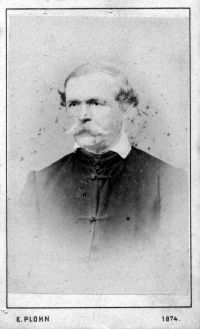
Szametz András, több hódmezővásárhelyi olvasókör alapítója

Az Alföldön nagy szerepe volt az olvasóköröknek, mert a parasztság számára szinte csak ezek a helyek biztosítottak lehetőséget a művelődésre. Az olvasókörök körül szerveződött az alföldi közösségek társadalmi élete is. Ma úgy mondanánk: civilszervezetként funkcionáltak.
Különösen nagy számban voltak olvasókörök Hódmezővásárhelyen.
1845. január 12-én megalakították a városban az első tartósabb életű kaszinót Hódmezővásárhelyi Kör néven. Mivel nagyon magas volt a tagdíj, ez távol tartotta a gazdák, iparosok, kereskedők nagy részét, tagjai a megyei, városi, és uradalmi értelmiség köréből kerültek ki. A tagok közül sokan Kossuth hívei voltak, ezért az önkényuralom alatt a hatóság nem engedélyezte a további működést, de 1860-tól Hódmezővásárhelyi Kaszinó Egyesület néven a kör újjáéledt.
1867-ben megalakult a Vásárhelyi Iparegylet, melynek tagjai a város önálló iparosai voltak, de beiratkozhattak kereskedők, tisztviselői is. A szakmai továbbképzés mellett a tagok művelődését is fontosnak tartották.
1869-ben megalakult az első valódi olvasókör, melynek elnöke a parasztmozgalom egyik vezetője, Szametz András lett, és huszonnyolc éven keresztül vezette az olvasókört. Vásárhely a 19. század végére az „olvasókörök városa” lett.
Hajdu Géza kutatásaiból tudjuk, hogy a városban az 1848–49-es szabadságharc előtt kilenc polgári egyesület alakult, majd folyamatosan gyarapodott a számuk az 1880-as évek végéig. Ekkor néhány évig visszaesett a köralakítási kedv, de 1893-tól ismét évente alakultak újabb olvasókörök.
A Faluszövetség kimutatása szerint 1922-ben vásárhelyen 51 kör volt. Az 1938-as kamarai adatok pedig már 64 vásárhelyi kört tartottak nyilván.
A második világháború után ezek a szervezetek sem kerülhették el a megszüntetést, az ötvenes évek elejére gyakorlatilag már egy olvasókör sem működött az országban. Hódmezővásárhelyen a rendszerváltozás után újjáéledt az olvasóköri mozgalom, sorban alakultak újra meg a régi olvasókörök. Mind a belterületen, mind a város igen kiterjedt külterületen (Hódmezővásárhely a második legnagyobb külterületű város az országban) napjainkban megközelítőleg egy tucatnyi olvasókör működik Hódmezővásárhelyen.

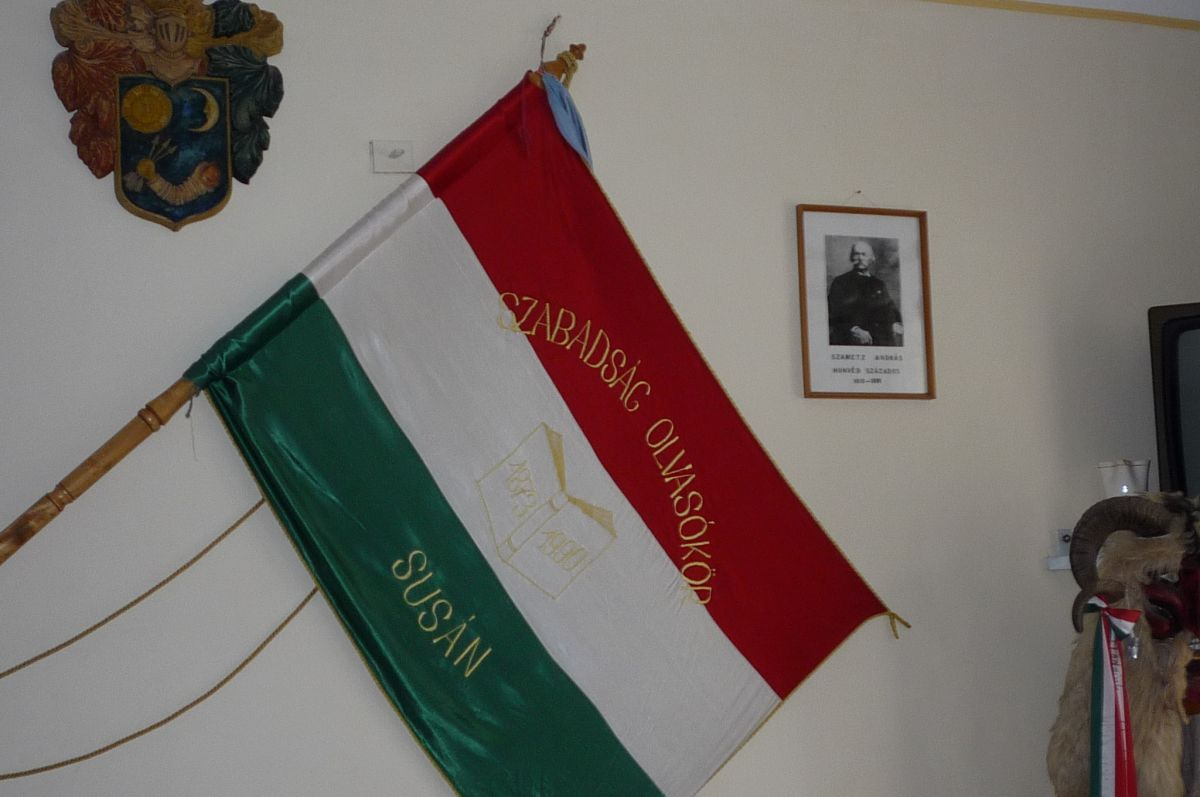
A susáni olvasókör napjainkban